# Archelcaninae
Archelcaninae (лат.) — подсемейство вымерших насекомых из отряда прямокрылых. Существовали в мезозойскую эры, с верхнего триасового по меловой периоды (228,0—125,45 миллионов лет назад). Обнаружены в ископаемых отложениях Евразии (Великобритания, Германия, Китай, Казахстан, Россия и Люксенбург) и Северной Америки (США).

## Классификация
По данным сайта Paleobiology Database, на февраля 2024 года в семейство включают 7 вымерших родов:
- Archelcana Sharov, 1968
- Cascadelcana Fang et al., 2018
- Jeholelcana Fang et al., 2018
- Parelcana Handlirsch, 1906
- Sibelcana Gorochov, 1990
- Synelcana Zessin, 1988
- Sinoelcana Gu, Tian, Wang & Yue, 2020